# Niedźwiedź
Niedźwiedź è un comune rurale polacco del distretto di Limanowa, nel voivodato della Piccola Polonia.
Ricopre una superficie di 74,44 km² e nel 2004 contava 6 723 abitanti.